# Matías Ormazábal
Matías Nicolás Ormazábal Valdés (Licantén, Chile; 21 de septiembre de 1998) es un futbolista chileno. Juega de defensa y su equipo actual es el Curicó Unido de la Primera División.

## Trayectoria
Nacido en Licantén, Ormazábal se formó como jugador en las inferiores del Curicó Unido, y ya en 2016 fue citado al primer equipo. Debutó en los Albirrojos el 11 de febrero de 2018 ante Universidad Católica. En 2022 fue nombrado uno de los capitanes del equipo.

## Estadísticas
| Club                 | Div.          | Temporada     | Liga  | Liga  | Copas nacionales | Copas nacionales | Torneos internacionales | Torneos internacionales | Total | Total |
| Club                 | Div.          | Temporada     | Part. | Goles | Part.            | Goles            | Part.                   | Goles                   | Part. | Goles |
| -------------------- | ------------- | ------------- | ----- | ----- | ---------------- | ---------------- | ----------------------- | ----------------------- | ----- | ----- |
| Curicó Unido · Chile | 1.ª           | 2018          | 4     | 0     | 2                | 0                | —                       | —                       | 6     | 0     |
| Curicó Unido · Chile | 1.ª           | 2019          | 1     | 0     | 0                | 0                | —                       | —                       | 1     | 0     |
| Curicó Unido · Chile | 1.ª           | 2020          | 4     | 2     | 0                | 0                | —                       | —                       | 4     | 2     |
| Curicó Unido · Chile | 1.ª           | 2021          | 18    | 0     | 1                | 0                | —                       | —                       | 19    | 0     |
| Curicó Unido · Chile | 1.ª           | 2022          | 5     | 0     | 4                | 0                | —                       | —                       | 9     | 0     |
| Curicó Unido · Chile | 1.ª           | 2023          | 3     | 0     | —                | —                | —                       | —                       | 3     | 0     |
| Curicó Unido · Chile | 2.ª           | 2024          | 28    | 1     | 3                | 0                | —                       | —                       | 31    | 1     |
| Curicó Unido · Chile | Total club    | Total club    | 63    | 3     | 10               | 0                | 0                       | 0                       | 73    | 3     |
| Total carrera        | Total carrera | Total carrera | 63    | 3     | 10               | 0                | 0                       | 0                       | 73    | 3     |
| 1. 2.                |               |               |       |       |                  |                  |                         |                         |       |       |